# Jonny Sniper
Jonny Sniper è un singolo degli Enter Shikari, il terzo e ultimo estratto dal loro album di debutto Take to the Skies, pubblicato il 17 giugno 2007.
Nonostante la copertina del singolo indichi sempre la dicitura Jonny Sniper, in alcuni formati il singolo è stato chiamato Jonny Sniper/Acid Nation. Esiste inoltre una copia promozionale intitolata semplicemente Acid Nation, ma contenente oltre al brano omonimo anche Jonny Sniper.

## Descrizione
Parlando di Jonny Sniper, il cantante Rou Reynolds ha detto:
Il titolo del brano è tratto, secondo quanto detto dai membri della band, dal nome del personaggio immaginario che veniva utilizzato dai loro insegnanti durante le lezioni di educazione sessuale alle scuole medie.

### Acid Nation
La B-side Acid Nation, presente in tutte le versioni principali del singolo di Jonny Sniper, è stata registrata insieme al resto di Take to the Skies ma non inclusa in nessuna delle sue tracklist. Il brano, dalla natura più melodica della sua controparte discografica, parla della natura della salute mentale umana e del bisogno di espurgere i nostri demoni con l'aiuto delle persone a noi vicine. Acid Nation è stata successivamente inclusa nella raccolta del gruppo The Zone, del 2007.

## Video musicale
Il video ufficiale di Jonny Sniper, prodotto da Gavin Free, è stato pubblicato il 24 maggio 2007 sul canale YouTube degli Enter Shikari.

## Tracce
Testi di Rou Reynolds, musiche degli Enter Shikari.
CD – Jonny Sniper
1. Jonny Sniper – 4:02
2. Acid Nation – 3:12
3. Sorry You're Not a Winner (Recorded for BBC Radio 1's Zane Lowe Show) – 4:23

CD promozionale – Jonny Sniper
1. Jonny Sniper (Radio Edit)
2. Jonny Sniper (Alternative Radio Edit)
3. Jonny Sniper (Album Version)

CD promozionale – Jonny Sniper Remixes
1. Jonny Sniper (Emotiquon Nintendo Remix) – 7:07
2. Jonny Sniper (Ocelot Remix) – 4:41

CD promozionale – Acid Nation
1. Acid Nation – 3:12
2. Jonny Sniper – 4:02

Vinile 7" – Jonny Sniper/Acid Nation
1. Jonny Sniper – 4:02
2. Acid Nation – 3:12

Download digitale – Jonny Sniper/Acid Nation
1. Jonny Sniper – 4:02
2. Acid Nation – 3:12
3. Sorry You're Not a Winner (Recorded for BBC Radio 1's Zane Lowe Show) – 4:23
4. Jonny Sniper (Emotiquon Remix) – 7:10
5. Jonny Sniper (Ocelot Remix) – 4:41

## Formazione
- Rou Reynolds – voce, tastiera, sintetizzatore, programmazione
- Rory Clewlow – chitarra, cori
- Chris Batten – basso, voce secondaria
- Rob Rolfe – batteria, percussioni

## Classifiche
| Classifica (2007)          | Posizione massima |
| -------------------------- | ----------------- |
| Regno Unito                | 75                |
| Regno Unito (physical)     | 24                |
| Regno Unito (independent)  | 3                 |
| Regno Unito (rock & metal) | 2                 |